# Smördeg
Smördeg, även kallad tusenbladsdeg, är en deg av mjöl, smör (eller annat fast matfett som till exempel margarin), vatten och eventuellt lite salt som viks upprepade gånger så att den får många tunna lager som vid gräddning separeras av ångbildningen och bildar ett luftigt och frasigt bakverk. Smördeg är grunden till många sorters bakverk, exempelvis napoleonbakelse. Deg till wienerbröd görs på ett liknande sätt, men innehåller jäst och kallas för wienerdeg.
En typisk tillverkning av smördeg på ett bageri kan gå till som följer. Degen lägges utkavlad på bakbordet och smör tillsätts på ena halvan av degen. Den smörfria halvan vikes över den smörförsedda delen, så att inget smör syns. Degen viks därefter och kavlas ut upprepade gånger. Ett vanligt system är att först vika fyrdubbelt (fyrslag), sedan tredubbelt (treslag), därefter fyrdubbelt och tredubbelt igen. Alltså två treslag och två fyrslag. Degen måste få vila mellan "slagen" så att spänningarna som uppstår släpper. Resultatet är en utkavlad massa bestående av ytterst tunna blad av deg åtskilda av lika tunna lager smör. Om man kavlar enligt exemplet ovan blir antalet smörskikt 144 (4 x 3 x 4 x 3). Wienerdeg tillverkas enligt samma princip, men innehåller jäst och brukar vanligen vikas i tre treslag. Alla ingredienser måste vara riktigt kalla vid degtillverkningen. Viktigt är också att vid kavlingen hålla degen sval. Vid professionell tillverkning av kavlade degar brukar inte smör användas, i stället används ett speciellt kavlingsmargarin med egenskaper som gör att fettet inte lika lätt flyter vid jäsning och gräddning. (Även mjölet som används vid professionell tillverkning är annorlunda än det som används vid hemmabakning. Bagerivetemjöl bildar mer gluten och degarna blir smidigare att handskas med.)